# Liste der Landesregierungen Kärntens

Kärntner Landeswappen

Die Liste der Kärntner Landesregierungen listet alle Landesregierungen des österreichischen Bundeslandes Kärnten seit der Auflösung des Habsburger Vielvölkerreiches nach dem Ersten Weltkrieg auf.
Erste Republik/Austrofaschismus
- Landesregierung Lemisch I (1919–1921)
- Landesregierung Gröger (1921–1923)
- Landesregierung Schumy (1923–1927)
- Landesregierung Lemisch II (1927–1931)
- Landesregierung Kernmaier (1931–1934)
- Landesregierung Hülgerth (1934–1936)
- Landesregierung Sucher (1936–1938)

Drittes Reich
- Landesregierung von Pawlowski (1938)
- Landesregierung Klausner (1938)

Provisorische Landesregierungen 1945
- Provisorische Landesregierung Piesch I (1945)
- Konsultativer Landesausschuss Piesch II (1945)
- Provisorische Landesregierung Piesch III (1945)

Zweite Republik
- Landesregierung Piesch IV (1945–1949)
- Landesregierung Wedenig I (1949)
- Landesregierung Wedenig II (1949–1953)
- Landesregierung Wedenig III (1953–1956)
- Landesregierung Wedenig IV (1956–1960)
- Landesregierung Wedenig V (1960–1965)
- Landesregierung Sima I (1965–1970)
- Landesregierung Sima II (1970–1974)
- Landesregierung Leopold Wagner I (1974–1975)
- Landesregierung Leopold Wagner II (1975–1979)
- Landesregierung Leopold Wagner III (1979–1984)
- Landesregierung Leopold Wagner IV (1984–1988)
- Landesregierung Ambrozy (1988–1989)
- Landesregierung Haider I (1989–1991)
- Landesregierung Zernatto I (1991–1994)
- Landesregierung Zernatto II (1994–1999)
- Landesregierung Haider II (1999–2004)
- Landesregierung Haider III (2004–2008)
- Landesregierung Dörfler I (2008–2009)
- Landesregierung Dörfler II (2009–2013)
- Landesregierung Kaiser I (2013–2018)
- Landesregierung Kaiser II (2018–2023)
- Landesregierung Kaiser III (2023–)